# Hochkirchlicher Apostolat St. Ansgar
Der Hochkirchliche Apostolat St. Ansgar (HAStA) ist eine zur deutschen Hochkirchlichen Bewegung gehörende Gemeinschaft evangelisch-lutherischer Christen.
Er wurde 1968 von dem ehemaligen Baptistenpastor und späteren Gelsenkirchener Kreisberufsschulpfarrer Karl August Hahne gegründet. Nach Hahnes Tode am 25. April 1982 leitete Helmut Tramnitz, Professor für künstlerisches Orgelspiel an der Staatlichen Hochschule für Musik in Detmold, den Hochkirchlichen Apostolat. Von 1985 bis 2014 hatte der im Januar 2019 verstorbene emeritierte Pastor Karsten Bürgener die Leitung des HAStA inne. Seit Mai 2014 wird der HAStA von Matthias Niche, dem Vorsteher der „Kommunität St. Michael“ (Cottbus) geleitet. 
Zum HAStA gehört die Kommunität St. Michael in Cottbus. Eng verbunden mit dem Hochkirchlichen Apostolat sind das Priorat Sankt Wigberti und die Congregatio Canonicorum Sancti Augustini.